# True Tone
True Tone ist eine Funktion, die von den meisten neueren Geräten des US-amerikanischen Computerherstellers Apple unterstützt wird und die es ermöglicht, die Wärme und Helligkeit des Bildschirms automatisch an die von außen kommenden Lichtverhältnisse anzupassen. Sie wurde erstmals bei der Präsentation des iPad Pro von 2016 vorgestellt. Das erste iPhone, das diese Funktion unterstützte, war das iPhone 8. Mittlerweile ist True Tone in den meisten Geräten von Apple, wie dem MacBook oder dem iPad, vorhanden.

## Technologie bei Apple-Hardware
True Tone wird durch Sensoren, die die Farbe und Helligkeit des Umgebungslichts messen, ermöglicht. Sie sitzen meist neben oder über der Frontkamera des jeweiligen Geräts.

## Unterstützung durch andere Hersteller
Mittlerweile wird die Funktion auch von vielen Geräten unterstützt, die nicht von Apple verkauft oder produziert werden. In solchen Fällen heißt sie aber nicht True Tone, sondern hat einen eigenen, von der Firma des jeweiligen Geräts erdachten Namen. Beispielsweise heißt sie unter Microsoft Windows „Helligkeit automatisch an veränderte Lichtverhältnisse anpassen“.